# Amargosa (beek)
De Amargosa (Engels: Amargosa River) is een kleine waterloop die door de Amerikaanse staten Nevada en Californië loopt. De naam is afgeleid van het Spaanse woord amargoso, dat bitter betekent. De beek stond eerder ook bekend onder de namen Alkali Creek, The Bitter Water, Bitter Water Creek, Salaratus Creek, Amargoshe Creek en Anorgosa.

## Loop
De beek begint in de buurt van het spookstadje Springdale, dat ongeveer vijftien kilometer ten noorden van Beatty ligt. Daar haalt de Amargosa zijn water uit bronnen. De beek stroomt vervolgens naar het zuidwesten naar de grens tussen Nevada en Californië. Na die grens buigt de beek af naar het noordwesten en eindigt in Death Valley. De Amargosa loopt achtereenvolgens door Nye County, Inyo County, San Bernardino County en vervolgens weer door Inyo County.
De Amargosa River heeft een zijrivier, namelijk de Carson Slough. Deze zijrivier krijgt zijn water van de oase in Ash Meadows National Wildlife Refuge.
- Library of Congress Control Number: sh85004109
- Nationale Bibliotheek van Israël: 987007294755805171
- Virtual International Authority File: 315529761